# Peremoha, Brovarî
Peremoha (în ucraineană Перемога) este un sat în comuna Kalînivka din raionul Brovarî, regiunea Kiev, Ucraina.

## Demografie
Componența lingvistică a localității Peremoha
     Ucraineană (91,08%)
     Rusă (8,92%)
Conform recensământului din 2001, majoritatea populației localității Peremoha era vorbitoare de ucraineană (91,08%), existând în minoritate și vorbitori de rusă (8,92%).